# Riccardo da Bisaccia
Riccardo da Bisaccia (fl. XIII secolo) è stato un giurista medievale, attivo sotto il regno di Federico II di Svevia.

## Biografia
Si ritiene probabile la sua partecipazione alla redazione delle Costituzioni di Melfi, emanazione della volontà legislativa di Federico II di Svevia. Riccardo viene infatti citato come giudice a Melfi proprio all'epoca della loro promulgazione. 
A rendere più plausibile questa congettura si aggiunge un'altra notizia di lui, una citazione in un documento nel quale viene definito «defensor iuris est a Cesare censor».